# پرچم ویرجینیای غربی
پرچم ویرجینیای غربی در ۳ فوریه ۲۰۱۴ پذیرفته شد.